# Михали, Георге
Георге Михали (рум. Gheorghe Mihali; род. 9 декабря 1965, Борша, жудец Марамуреш) — румынский футболист и футбольный тренер. Выступал за сборную Румынии. Почётный гражданин Бухареста (1994).

## Карьера футболиста

### Клубная
Профессиональную карьеру начал в клубе «Олт Скорничешти» из небольшого города Скорничешти. Клуб представлял в высшем дивизионе Румынии родной город Николае Чаушеску. В связи с чем пользовался поддержкой властей, благодаря которой, занимал места в середине турнирной таблицы. После революции 1989 года клуб был распущен, после чего Георге Михали перешёл в «Интер» из Сибиу, где привлек к себе внимание бухарестского «Динамо». В составе «Динамо» стал чемпионом Румынии в сезоне 1991/92, там же получил приглашение в национальную сборную. После четырёх лет в «Динамо» перешёл в «Генгам». С французским клубом выиграл Кубок Интертото 1996, в розыгрыше которого «Генгам» выбил из борьбы российские клубы «КАМАЗ» и «Ротор». После вылета «Генгама» из высшего дивизиона Франции Георге Михали вернулся в бухарестское «Динамо», с которым во второй раз стал чемпионом Румынии и дважды обладателем кубка страны.

### В сборной Румынии
За сборную Румынии сыграл 31 матч. Первая игра — 21 декабря 1991 года в товарищеском матче со сборной Египта. Участник Чемпионата мира 1994 (4 матча) и Чемпионата Европы 1996 — 1 матч против Франции, он же последний за национальную сборную.

## Карьера тренера
После завершения карьеры футболиста возглавил молодёжный состав «Динамо (Бухарест)». В 2002 работал ассистентом и несколько матчей временно и. о. главного тренера в молодёжной сборной Румынии. После работал в тренерских штабах румынских клубов высшего и первого дивизионов. Был ассистентом Доринела Мунтяну в ЧФР (2005—2006), «Арджеш» (2006—2007), «Университатя Клуж» (2008) и «Динамо (Бухарест)» (2012). Как главный тренер работал в клубах «Фокшаны» (первый дивизион) и «Университатя Клуж» (после ухода Мунтяну в «Стяуа»), но в обоих случаях покинул пост из-за слабых результатов. Работал ассистентом Иона Марина в арабских клубах.
В конце 2012 года вместе с Доринелом Мунтяну вошёл в тренерский штаб «Мордовии». С лета по октябрь 2013 работал ассистентом Мунтяну в «Кубани».

## Награды
- Орден «За спортивные заслуги» III степени I типа (2008)[4]